# CVR チャーリー・ビクター・ロミオ
『CVR チャーリー・ビクター・ロミオ』（CVR: Charlie Victor Romeo）は、1999年にアメリカ合衆国で初演された舞台演劇作品。日本では燐光群によって2002年に初演された。

## 作品概要
実際に起こった6件の航空事故のCVR（コクピット・ボイス・レコーダー）の記録を、専門用語も含めてほぼそのままの形で台本とし、事故機のコクピットを模した舞台上で、俳優が乗務員らを演じる。上演時間は約90分。なお、演題名は"CVR"という3文字のアルファベットに対応するNATOフォネティックコードに由来するが、実際の航空関係者が装置としてのCVRをこの作品の題名のように呼ぶことはない。
この作品で取り上げられた航空機事故は次のとおり（各エピソードは上演順）：
- アメリカン航空1572便着陸失敗事故 コネチカット州イーストグランビー 1995年11月12日
- アメリカン・イーグル航空4184便 インディアナ州ローズローン 1994年10月31日

→「アメリカン・イーグル4184便墜落事故」参照
- アエロペルー航空603便 ペルー・リマ 1996年10月2日

→「アエロペルー603便墜落事故」参照
- アメリカ合衆国空軍ユクラ27便 アラスカ州エルメンドルフ 1995年9月22日
- 日本航空123便 群馬県御巣鷹の尾根 1985年8月12日

→「日本航空123便墜落事故」参照
- ユナイテッド航空232便 アイオワ州スーシティ 1989年7月19日

→「ユナイテッド航空232便不時着事故」参照
これらの事故のCVR記録の一部は、例えば「墜落! の瞬間 ボイス・レコーダーが語る真実」（ソニー・マガジンズ ヴィレッジブックス 2002年）などで、実際に読むことができる。

## 舞台の概略
舞台中央に抽象化されたコクピットが設置されている他は、何も存在しない。コクピット後部は暗幕で仕切られており、時折その隙間から乗務員が出入りする。舞台全体は暗く、コクピットのある部分のみ淡い照明が当てられている(各事故の最後の一瞬まで照明に変化はない)。客席からは見えないが、コクピットにはモニタ画面が設置されているようで、エピソードによってはその光が俳優の顔をぼんやり照らしている。観客はちょうどコクピット正面の窓からコクピット内部を見るような視点で、俳優の演技と向き合うことになる。
舞台冒頭で客室乗務員による航空機の安全に関する説明が再現され、その中で演目の内容についても若干言及される。その後はひたすら各航空機事故におけるコクピット内のドラマが演じられる。各エピソードは暗転で区切られ、その間、舞台後方にその事故の結末と簡単な事故原因の紹介がテロップされる。
舞台左右と後方には巨大なスピーカー群が設置されており、コクピット内に響いていた（はずの）音響を克明に再現している。当然（墜落しなかった第1エピソードを除き）飛行機の最後の瞬間の衝撃音も再現されるが、衝撃音の長さや音質を実際のCVR記録に基づいて作成しているため、圧倒的なリアリティがある。なお、日本での上演に際しては、衝撃音のすさまじさに考慮して、希望者に予め耳栓が配布された。

## 作品の上演・評価など
初演はニューヨークの小劇場でわずか5週間の予定であったものが、「震えるほどにリアルな表現（ニューヨーク・タイムズのレビュー）」が評判となり、現役の航空関係者や一般の観衆が詰め掛け、結果として8ヶ月のロングラン公演となった。その後もアメリカ各地で2006年までツアー公演が続いた。この間、ニューヨーク ドラマ・ディスク賞（最優秀ユニーク・シアトリカル・エクスペリエンス賞/最優秀音響デザイン賞…2000年）、アブソリュート・エンジェル アーツ&テクノロジー 2000年グランプリ（2001年）など受賞。演劇ドキュメンタリーと呼ばれるジャンルの代表作の一つ。なお、公演ビデオはアメリカ合衆国空軍の乗務員訓練授業に採用されたほか、民間の航空会社でも社員教育の一環として利用されている。
日本語版は日米関係者の共同演出の形式で制作され、2002年7-8月に下北沢ザ・スズナリで初演された。こちらもかなりの話題を呼び、「ザ・スズナリがこれほどテレビで放映されたのは、今回が初めて」という評判が立った。この公演で日本側演出担当の坂手洋二は、第10回読売演劇大賞の最優秀演出家賞を受賞。2003年10-12月にかけて、全国各地で再演された。

## 日本語版上演主要スタッフ
- 創案・演出：ロバート・バーガー(Robert Berger)、パトリック・ダニエルズ(Patrick Daniels)、アービン・グレゴリー(Irving Gregory)
- 演出・日本語版台本：坂手洋二
- 音響デザイン：ジェイミー・メレネス(Jamie Mereness)
- 照明：竹林功
- 音響：島猛
- 舞台監督：海老澤栄
- 衣装：大野典子